# Edgard de Vasconcelos Barros
Edgard de Vasconcelos Barros (Guiricema, 31 de dezembro de 1912 - Belo Horizonte, 31 de maio de 2003) foi um professor e político brasileiro do estado de Minas Gerais.
Edgard de Vasconcelos Barros era filho do farmacêutico Sebastião de Vasconcelos Barros, e de Maria Graça de Vasconcelos, sobrinha do ex-Presidente da República Arthur Bernardes. Edgard casou-se com Irene de Vasconcelos Barros e tiveram seis filhos.
Em 1938, formou-se Bacharel em Ciências Jurídicas e Sociais na então Universidade do Brasil, no Rio de Janeiro. Em 1955, obteve o título de Master of Science em Sociologia Rural na Universidade de Wisconsin, nos Estados Unidos, com a tese Differential contacts among welfare services in four Brazilian communities within a rural-urban situation. Em 1958, conquista o título de Doutor em Sociologia Rural, em concurso para professor catedrático da Universidade Federal de Viçosa, quando defende a tese “O problema da liderança”. Em 1964, na Universidade Hebraica de Jerusalém, em Israel, faz o curso de especialização em Planejamento e Desenvolvimento Rural. Em 1967, atua como professor visitante da Universidade de Milwaukee, nos Estados Unidos.
Lecionou, na Universidade Federal de Viçosa, as disciplinas de Sociologia Rural, Antropologia Social, Relações Humanas e Estrutura Agrária Brasileira; na Universidade Federal de Minas Gerais, ensinou Antropologia Cultural.
Exerceu diversas outras atividades relevantes, sobressaindo as seguintes: deputado estadual, da 5ª à 7ª legislatura (1963 - 1967)

e presidente da Comissão de Educação da Assembléia Legislativa de Minas Gerais, durante oito anos; diretor técnico do Instituto Estadual de Florestas; presidente da Fundação Pandiá Calógeras; membro do Conselho Estadual de Cultura de Minas Gerais; membro do Conselho Curador da Ultramig; coordenador de grupo, no Congresso Internacional de Criminologia, realizado em Londrina.
Fez pesquisas de campo sobre Quatro Comunidades Rurais, em colaboração com o professor John H. Kolb, da Universidade de Wisconsin, em 1950; Problema do Incesto no Brasil, em colaboração com a Dra Ellie Greenfield, em 1952; Estrutura Agrária da Zona da Mata Mineira, em colaboração com o professor Sidney Greenfield, da Universidade de Milwaukee, em 1956; Quatro Comunidades no Estado do Rio de Janeiro, com o professor Archie Haller, da Universidade de Michigan, em 1962; Posição da Mulher e o Processo da Socialização da Criança, na tribo dos Náibes, no deserto de Negueve, em Israel, em 1964; Problema da Mobilidade Rural do Homem da Zona da Mata Mineira, com o professor John Steel, da Universidade de Wisconsin, em 1972; Escola Típica Rural da Zona da Mata Mineira, em 1976; Problema da Participação Social dos Camponeses nos Assentamentos de Honduras, em 1978; Problema da Nutrição do Agricultor de Santa Catarina, em colaboração com Elisabeth Alves, em 1980; dentre outros.
Pertenceu às seguintes entidades: Academia Mineira de Letras (cadeira 37), Academia Municipalista de Letras de Minas Gerais, Academia Divinopolitana de Letras, Academia Marianense de Letras, Academia de Letras de Viçosa, Instituto Histórico e Geográfico de São Paulo, Instituto Genealógico Brasileiro, Ordem dos Advogados (Seção de Minas Gerais).
Foi congratulado com a Grande Medalha da Inconfidência (1965); Medalha de Honra ao Mérito do Município de Visconde do Rio Branco (1968); Grã-Cruz da Ordem dos Templários (1974); Medalha do Centenário de Carlos Chagas (1979); Comenda do Mérito Legislativo, Grau Especial (1986); Medalha do Lions Clube de Viçosa (1989); Prêmio Machado de Assis, da Academia Brasileira de Letras (1986); Medalha de Homenagem da 91a Subseção da OAB de Minas Gerais (1993); Medalha de Ouro Santos Dumont (1996); Professor Emérito da UFV (2001); e outras.